# Pervis Spann
Pervis Spann (* 16. August 1932 in Itta Bena, Mississippi, USA; † 14. März 2022 in Chicago, Illinois, USA), bekannt als The Blues Man, war ein US-amerikanischer Radiomoderator und -betreiber, Konzertveranstalter, Clubeigentümer und Manager von Blues- und Soulmusikern. Er hatte wesentlichen Einfluss auf die Entwicklung der Bluesmusik in Chicago.

## Biografie
Spann wurde am 16. August 1932 in Itta Bena, Mississippi, geboren. Während seiner Teenagerjahre pflückte er Baumwolle und leitete mit 14 Jahren das Dixie Theater, das einzige örtliche schwarze Kino, als seine Mutter dies nach einem Schlaganfall nicht mehr konnte. Spann, seine Schwester und seine Mutter zogen 1949 nach Battle Creek (Michigan). Kurz nach dem Umzug verließ Spann die Familie, um in Gary (Indiana) zu arbeiten, und diente gegen Ende des Koreakriegs bei der Army. Anschließend ging er nach Chicago, wo er in einem Stahlwerk arbeitete, Taxi fuhr und Fernsehgeräte reparierte.
Unter der G.I. Bill besuchte Spann die Midwestern Broadcasting School, bevor er 1959 mit der Arbeit bei WOPA Radio begann. 1960 organisierte er sein erstes Konzert mit B. B. King und Junior Parker. Drei Jahre später, als Leonard und Phil Chess den Radiosender WVON gründeten, erhielt Spann einen regulären Late-Night-Blues-Slot und erregte Aufmerksamkeit mit einem 87-stündigen „sleepless sit-in“ auf dem Sender, um Geld für Martin Luther King zu sammeln. 1962 war Spann bei einer Show im Regal Theatre in Chicago der erste, der Aretha Franklin als „die Königin des Soul“ bezeichnete.
In den 1960er Jahren managte Spann die Karrieren führender Blues- und Soul-Künstler, darunter B. B. King, und war an der Entdeckung der Jackson 5 und Chaka Khans beteiligt. Daneben war er Miteigentümer mehrerer South-Side-Clubs. Nachdem WVON 1975 verkauft worden war, half er 1979 beim Aufbau eines neuen Blues- und Gospel-orientierten Senders, WXOL, auf derselben Frequenz. Vier Jahre später wurde daraus erneut WVON. Spann förderte weiterhin Blues-Festivals und betrieb in den 1980er Jahren auch den Sender WXSS in Memphis (Tennessee).
Spann kandidierte 1991 als Republikaner für das Amt des Bürgermeisters von Chicago. Acht Jahre später kandidierte er für den Stadtrat von Chicago im 18. Bezirk, wobei James Brown die South Side besuchte, um für ihn zu werben. Beide Kandidaturen waren erfolglos.
Spann war bis zu seinem Tod 67 Jahre lang mit Lovie verheiratet. Zusammen hatten sie vier Kinder; ihre Tochter Melody wurde Vorsitzende und Chief Executive Officer der Midway Broadcasting Corporation, der WVON gehört.
Spann erkrankte an Alzheimer und starb am 14. März 2022 im Alter von 89 Jahren in seinem Haus im Süden von Chicago.

## Auszeichnungen
- 2012: Aufnahme in die Blues Hall of Fame[3]
- 2015: Broadcast Pioneer Award[4]
- 2022: Aufnahme in die Radio Hall of Fame[2]